# Collège épiscopal Saint-Étienne
Pour les articles homonymes, voir Collège Saint-Étienne.
Le collège épiscopal Saint-Étienne  est un établissement d'enseignement secondaire privé catholique de Strasbourg sous contrat d’association situé dans le centre historique de la ville. Sous tutelle de l'archevêché et sous contrat d'association avec l'État, il accueille environ 1900 élèves du primaire à l'enseignement supérieur. Son origine remonte au XIXe siècle, puisqu'il fut fondé en 1861 comme petit séminaire. Il reste un établissement public du culte.

## Histoire

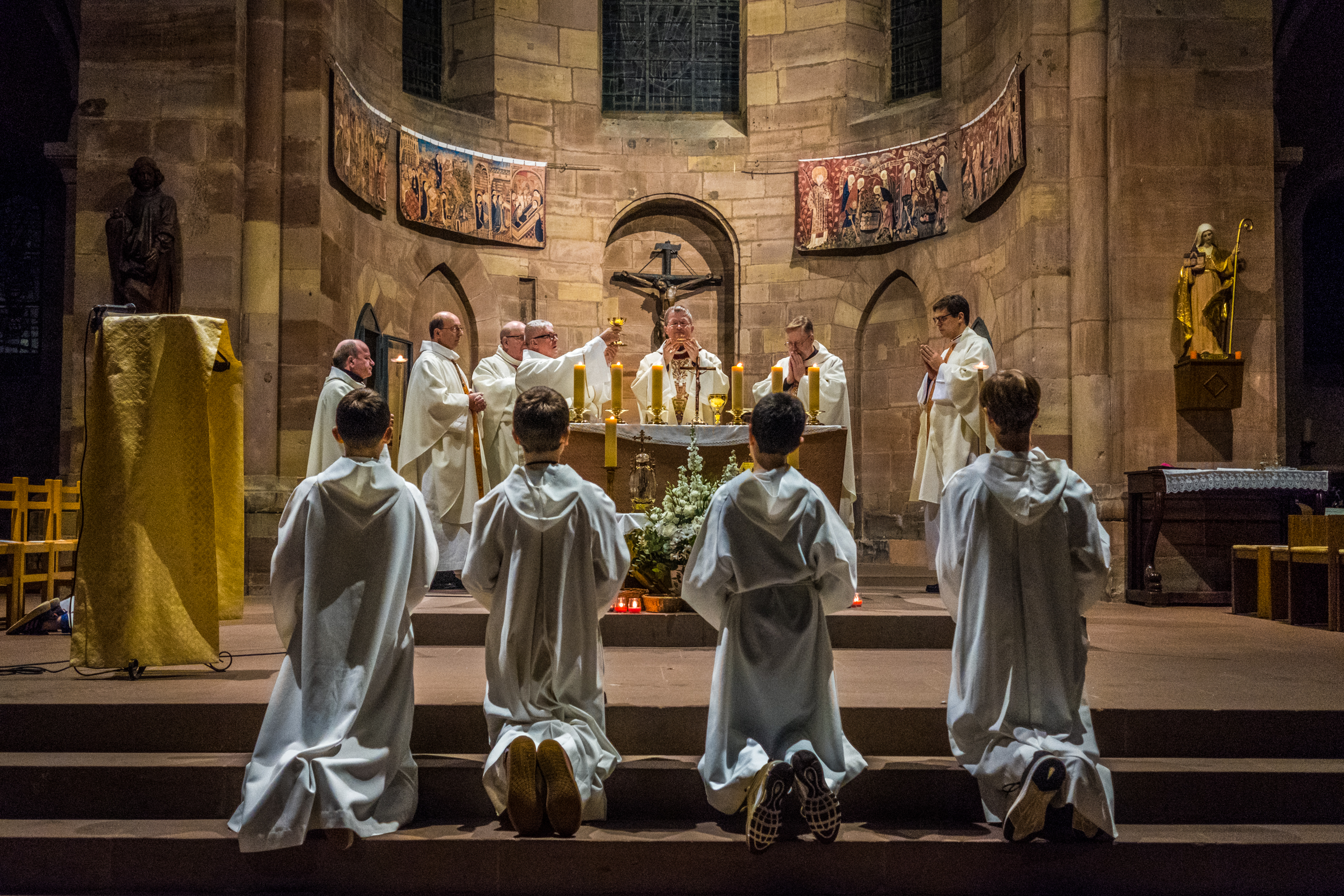
Mgr Xavier Malle célébrant une messe à la chapelle du collège Saint-Étienne

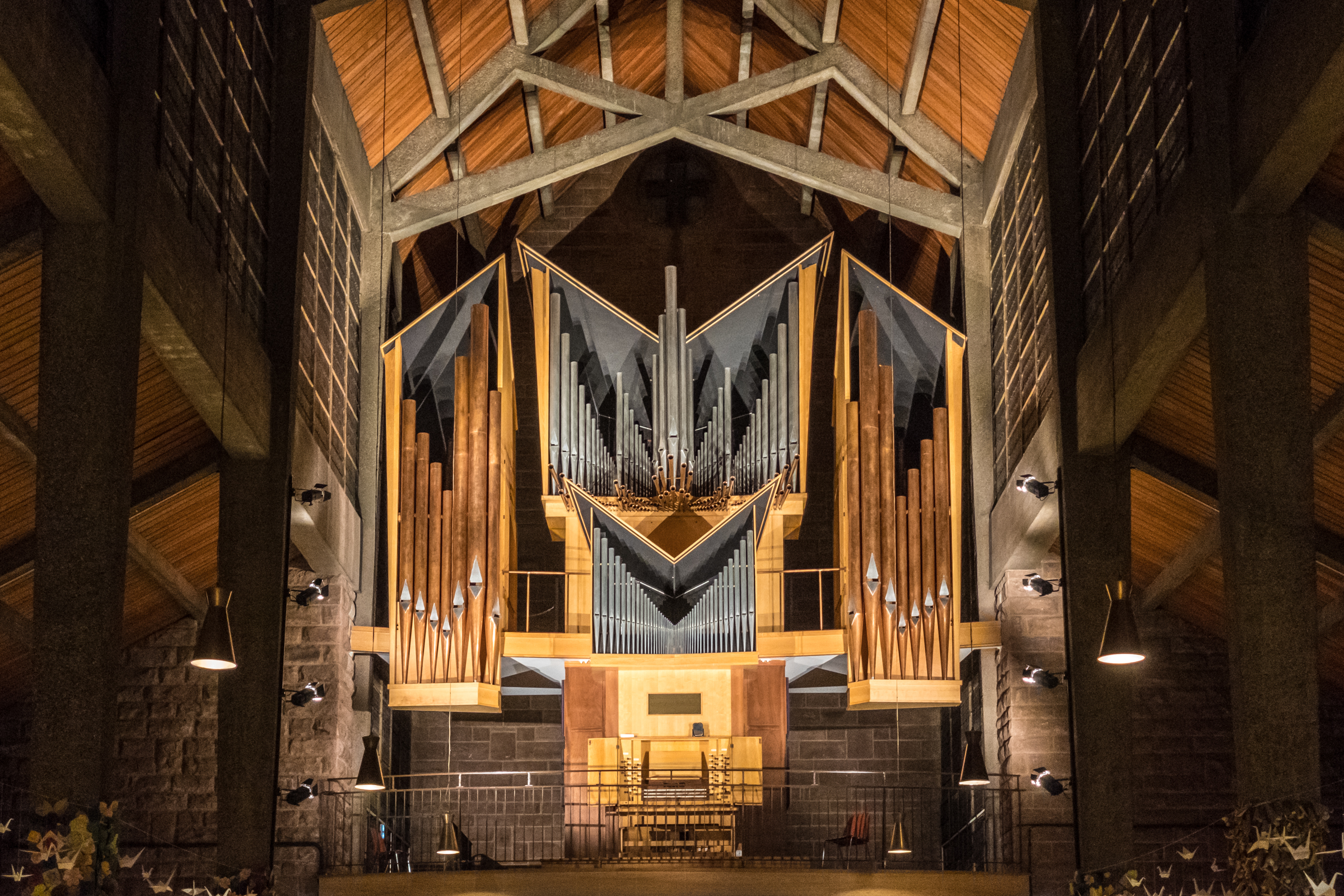
L’orgue Schwenkedel installé en 2016.

Les bâtiments conventuels de l'ancienne abbaye ont été reconstruits en 1858 par l'architecte strasbourgeois Eugène Petiti (1809-1883) pour en faire un collège.
Le parloir de l'établissement abrite toujours une Déploration du Christ, un haut-relief de la prédelle du retable du maître-autel de la cathédrale, aujourd'hui disparu. Ce groupe sculpté en bois de tilleul est attribué à Nicolas de Haguenau (1501).
L'église Saint-Étienne se trouve dans l'enceinte du collège dont elle fait désormais office de chapelle. On y trouve un reliquaire de la main de sainte Attale, en cristal de roche monté dans de l'argent doré. Les restes datent du XIIe siècle, l'ensemble de la fin du XVe siècle. 
Deux tentures du XVe siècle illustrant les légendes de sainte Attale et sainte Odile propriété du collège, sont désormais conservées au musée de l'Œuvre Notre-Dame. Une copie est exposée dans le chœur de l’église.
La chorale des jeunes, dont le directeur fut l’abbé Jean-Pierre Kempf, a animé pendant de nombreuses années une messe dite « Messe des jeunes »
En 2016, l’ancien orgue du conservatoire de musique Strasbourg, fabriqué par Curt Schwenkedel en 1963, a été installé dans la nef de l'église Saint-Étienne.

## Anciens professeurs et élèves
- Modeste Andlauer, prêtre jésuite, saint et martyr
- André Bord, résistant, ministre
- Jean-Claude Brialy, acteur, réalisateur, scénariste et écrivain
- Bernard Antoine Diss, enseignant et écrivain
- Gaston-Paul Effa, écrivain
- Alain Frontier, poète et grammairien
- Serge Frontier, scientifique dans le domaine de la planctologie, de la systémite et de l'écologie numérique
- Joseph Gass, chanoine et érudit
- Robert Heitz, écrivain, artiste, homme politique
- Alain Howiller, journaliste
- Xavier Malle, évêque de Gap et d’Embrun
- Guy Penaud, romancier, historien, commissaire principal de police honoraire
- Roland Ries, maire de Strasbourg
- Louis Schlaefli, archiviste et historien
- Jean-Michel Truong, écrivain
- Marcel Weinum, résistant, chef du réseau La Main noire (France)

Vues historiques
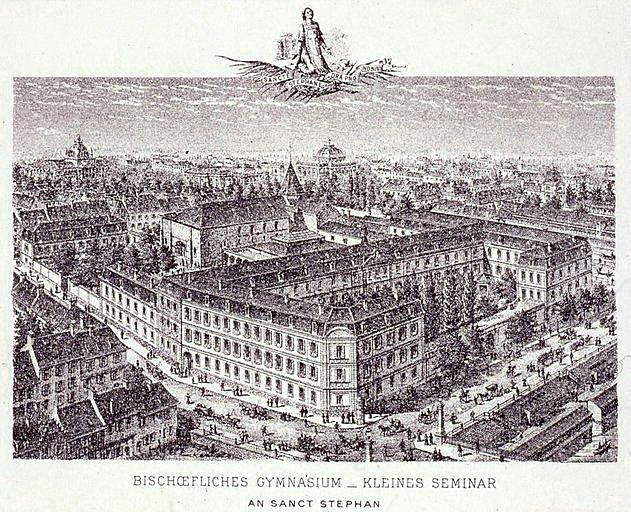
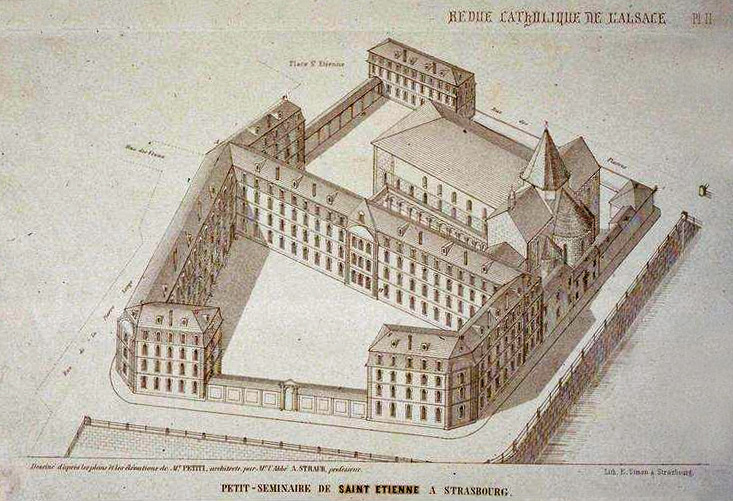
1860

Le collège épiscopal Saint-Étienne aujourd’hui
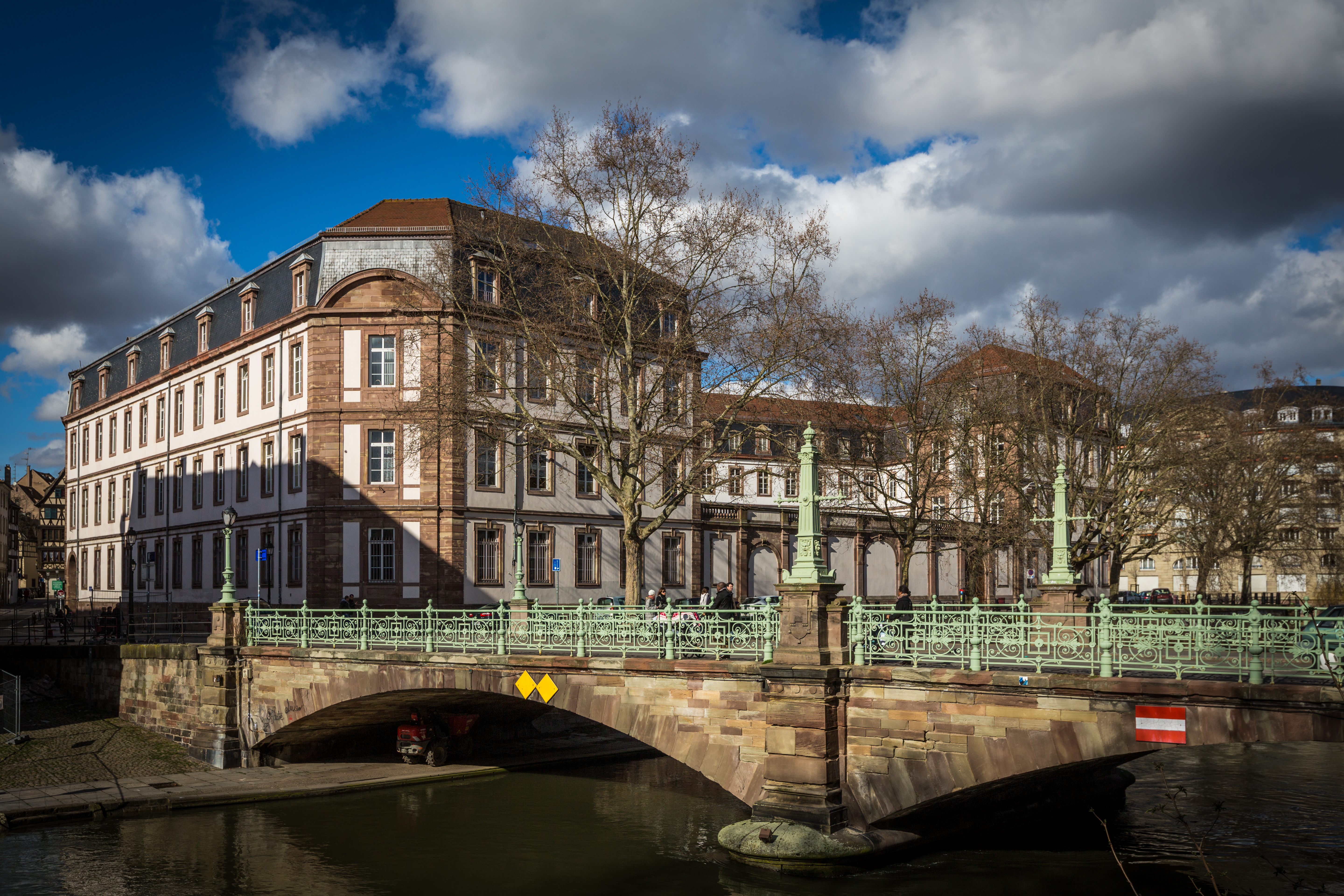
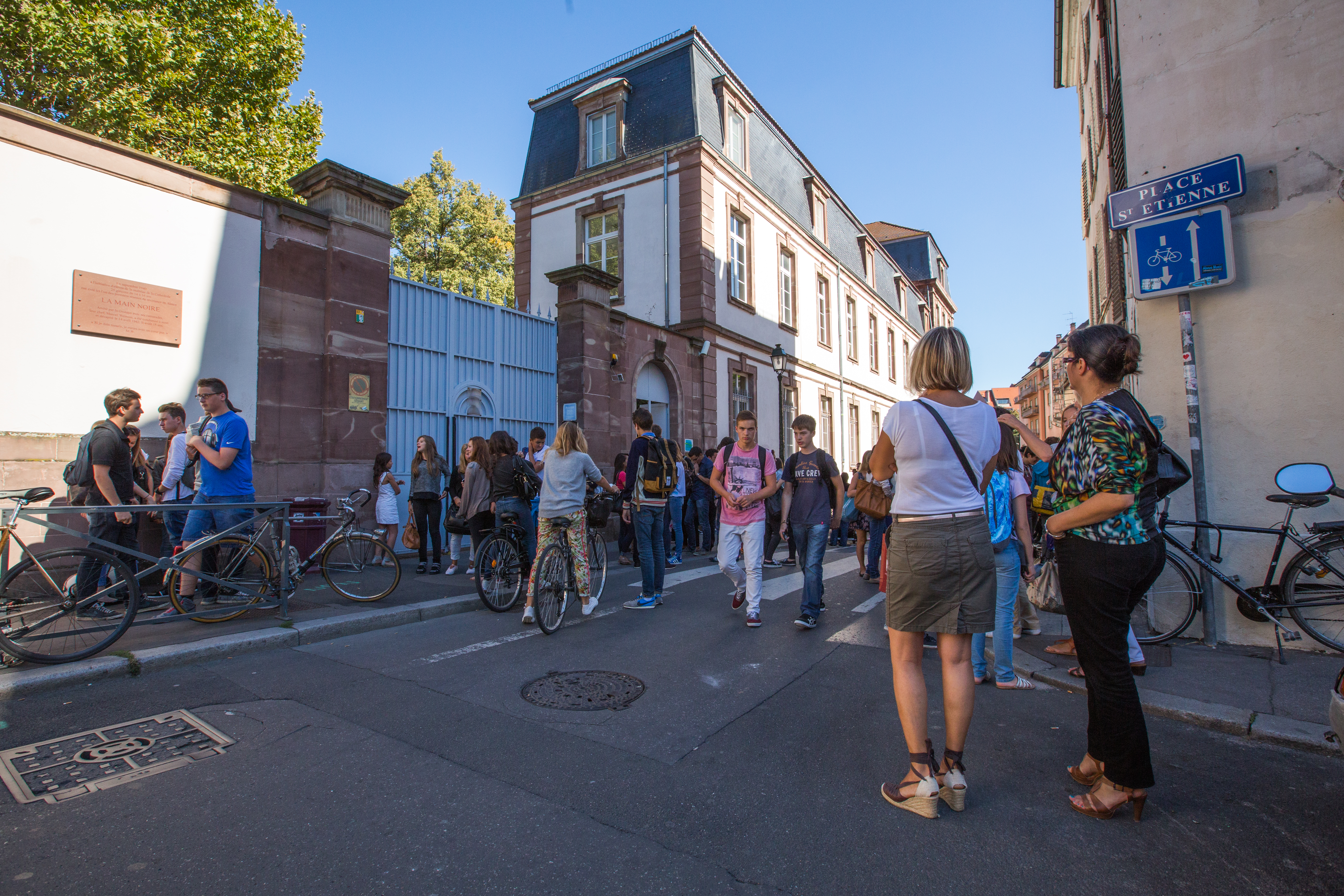
Sortie de cours.
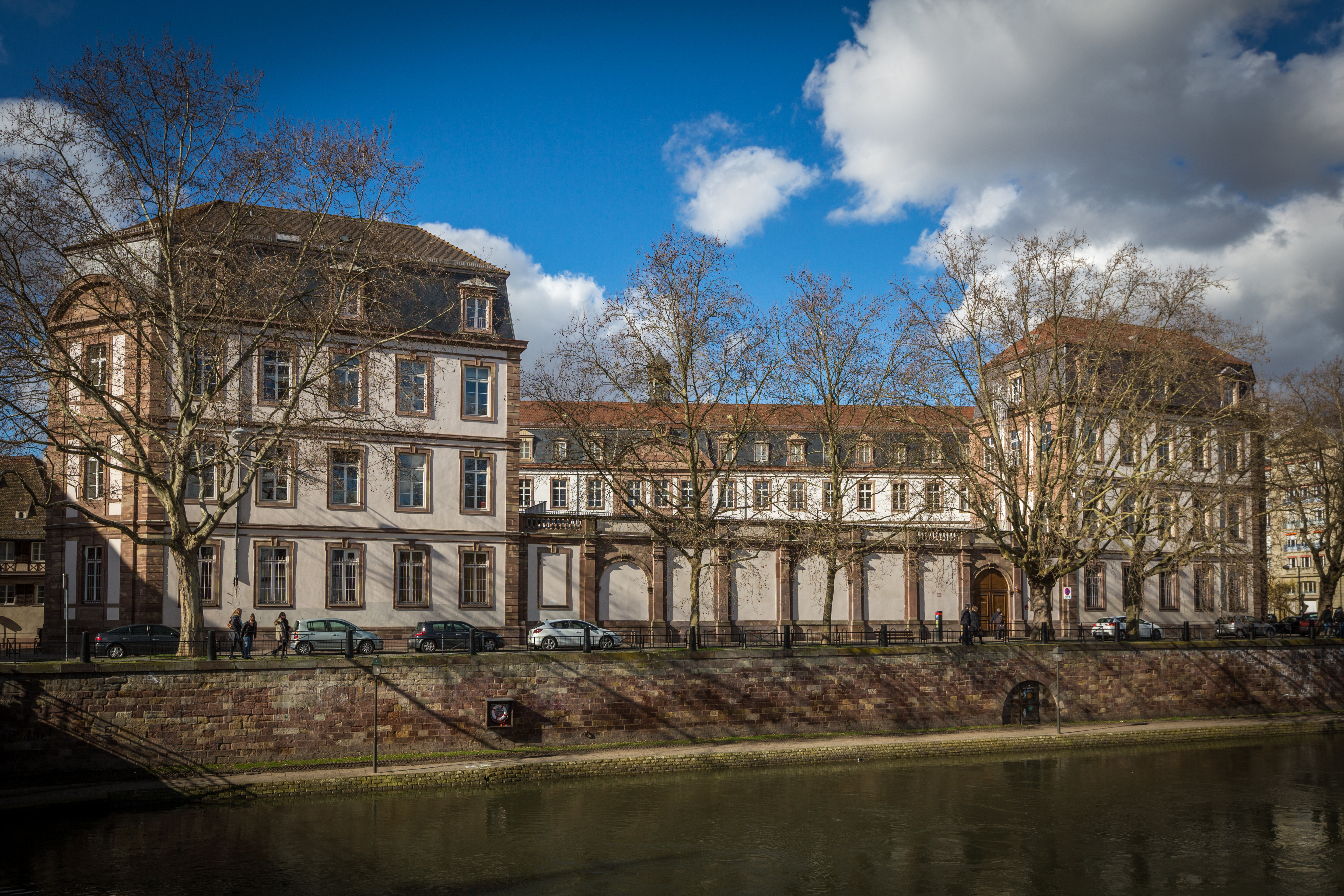
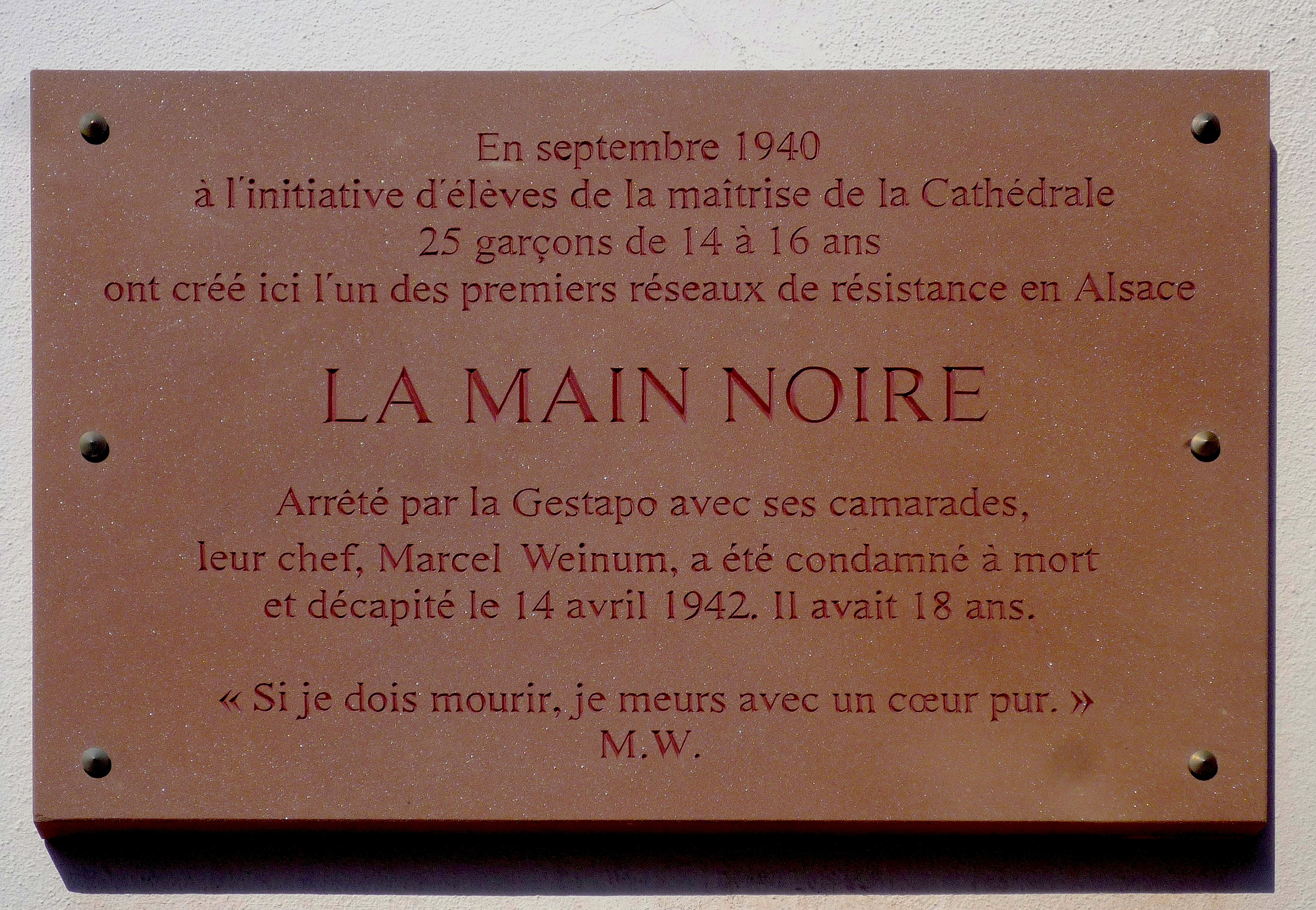
Plaque à la mémoire de Marcel Weinum et du réseau La Main noire